# Имбенс, Гвидо
Гвидо Вильгельмус Имбенс (англ. Guido Wilhelmus Imbens; род. 5 сентября 1963, Гелдроп, Нидерланды) — американский экономист, нобелевский лауреат 2021 года. Член НАН США (2022).
Лауреат Нобелевской премии по экономике — за «методологический вклад в анализ причинно-следственных связей».

## Биография
В 1983 году окончил Университет имени Эразма Роттердамского, в 1991 году получил степень доктора философии в университете Брауна.
С 2012 года — профессор Стэнфордского университета. Он также работал в Беркли, Гарварде и Калифорнийском университете.
Он является специалистом по эконометрике, является главным редактором журнала Econometrica с 2019 по 2023 годы, является членом Эконометрического общества, Американской академии искусств и наук, Королевской академии наук и искусств Нидерландов.
C 2002 года женат на Сьюзанне Эйти, которая также является известным экономистом.

## Интересные факты
В 2001 показал, что люди склонны тратить неожиданные выигрыши.